# Theridiosoma goodnightorum
Theridiosoma goodnightorum är en spindelart som beskrevs av Archer 1953. Theridiosoma goodnightorum ingår i släktet Theridiosoma och familjen strålspindlar. Inga underarter finns listade i Catalogue of Life.